# 呂若瑟
呂若瑟（義大利語：Giuseppe Didone，1940年5月26日—），義大利靈醫會神父，長期在臺灣宜蘭縣服務，並於澎湖與宜蘭成立惠民啟智中心、聖嘉民啟智中心，第三十屆醫療奉獻獎得主。

## 生平
呂若瑟為1940年5月26日生。他家境窮困，在九名兄弟姊妹中排行第五，10歲時進入靈醫會，1964年晉鐸神父，隔年與兄長呂道南到臺灣。
呂若瑟初來臺灣時，先在新竹學兩年中文，再到羅東鎮丸山村的肺結核病院、麻瘋病院服務。他回憶剛到臺灣時心裡頭有點害怕，慢慢覺得宜蘭與家鄉很像。他也曾與分屬於法國、美國的神父至澎湖越南華僑難民營，為逃離西貢的華裔越南難民王永根等人作宗教告解。
1981年，呂若瑟在澎湖作家庭訪問時，見許多身心障礙者留置於家中，父母又出外謀生，使得身心障礙者無法得到適當照顧與教育，於是回到義大利募款，再到澎湖創設惠民啟智中心。他也因姐姐腦部開過刀的緣故，想幫助有病的人，於是在丸山村的廢棄修道院，於1987年成立聖嘉民啟智中心收容智能不足的兒童，當羅東鎮公所收回土地後，轉至三星鄉大隱地區。
呂若瑟從不忌諱走入臺灣各地廟宇，也接受草湖玉尊宮、四結福德廟、南方澳南天宮、清洲鎮安宮等宜蘭廟宇的援助。
2006年8月23日，呂若瑟與呂道南兩兄弟晉見教宗本篤十六世，並順便回故鄉帕多瓦。
呂若瑟曾同時兼任天主教靈醫會中華省省會長、惠民醫院董事長、羅東聖母醫院董事長、聖嘉民啟智中心及聖嘉民長照中心董事長、聖母醫護管理專科學校董事長及耕莘健康管理專科學校董事。他有感於臺灣邁入老人社會，於是將丸山的肺結核病院改成老人安養中心，之後於2009年搬至三星並更名「聖嘉民長期照顧中心」。
2017年12月26日，靈醫會呂若瑟、呂道南、李智、謝樂廷、傅立吉、卡通靈，因「有殊勳於中華民國」，由宜蘭縣代理縣長陳金德獲頒中華民國身分證。當時除呂若瑟、謝樂廷，其他四人都得過醫療奉獻獎。
2019冠状病毒病意大利疫情爆發時，靈醫會在義大利的五家醫院及兩間安養院，因非國營醫院，分配不到醫療物資，傳出有修女集體發燒，傅立吉就從義大利傳來當地神職人員祈禱照片，更向臺灣發出求救信。4月1日，中華民國總統蔡英文宣布將提供歐美國家和友邦一千萬片口罩，其中也提供給靈醫會及其他神職人員。4月2日，呂若瑟透過視訊與靈醫會總會聯絡，得知他許多同學跟朋友都死，屍體直接用卡車載去火化，便難過跪在教堂祈禱，淚眼請求臺灣人救義大利，受到楊志良在網路撰文「吃人一口，至少還人半口」聲援、並捐錢新台幣二十萬。老神父淚訴家鄉疫情的新聞傳出後，五天就在臺灣募得超過一千萬，超過兩千五百善款湧入，一名八旬的何姓老婦還特地從冬山鄉群英社區騎單車來捐贈一周的賣菜所得與她排隊得來的口罩。4月7日，羅東聖母醫院募款中心排隊捐款者仍大排長龍，募款已達一億五千萬，兩萬筆捐款中少則幾百元，最多是南山人壽慈善基金會捐助的五百萬元，使得呂若瑟發表公開信，感謝連幾天的台灣民間捐款，並宣告除因募款達標提早結束外，也接受代轉善款。
2020年11月6日，呂若瑟得第三十屆醫療奉獻獎，同日獲總統蔡英文接見。